# 波比売神社
波比売神社（はひめじんじゃ）は、奈良県吉野郡下市町栃原にある神社である。式内社で、栃原岳の山頂付近に鎮座している。

## 略歴
- 天平2年（730年）11月11日創祀とする
- 天安2年（858年）4月に従四位下（『日本文徳天皇実録』）- 表記は「波比売神」
- 貞観6年（864年）6月23日に正四位下（『日本三代実録』）- 表記は「波比売神」
- 貞観8年（866年）11月4日に従三位（『日本三代実録』）- 表記は「波比売神」
- 文亀（1501～04年）年間の火災で焼失

## 境内

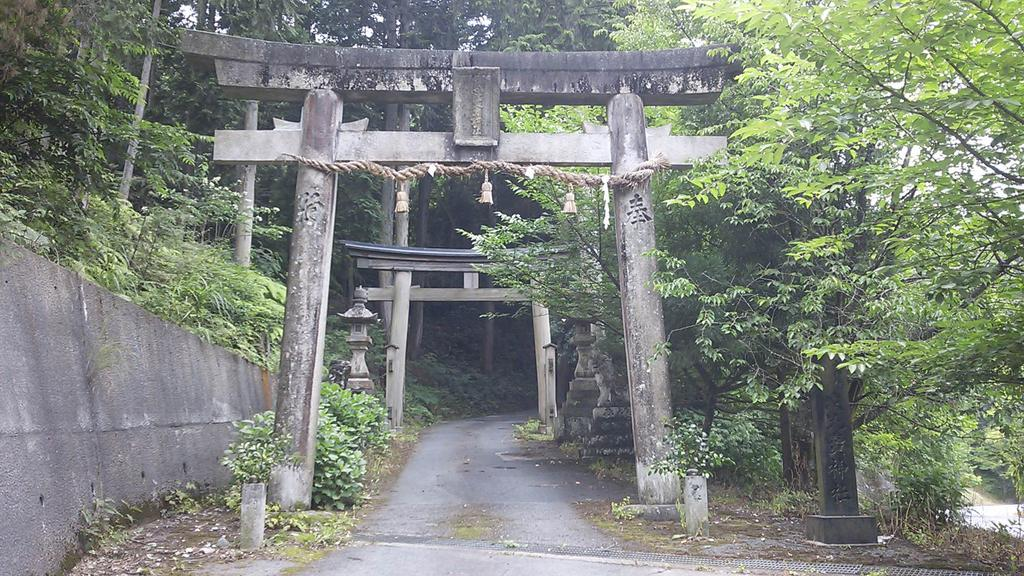
登山口の鳥居
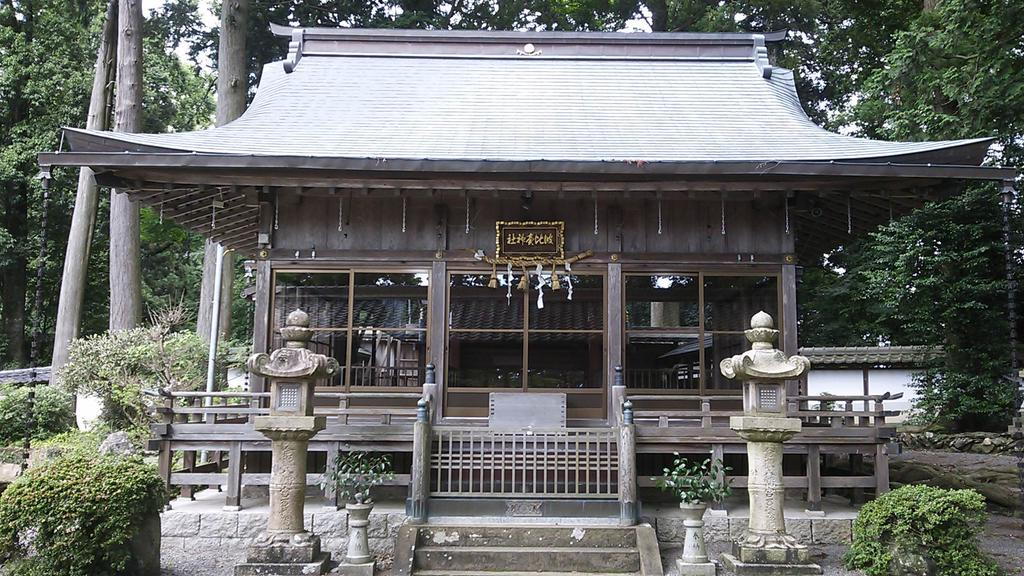
拝殿
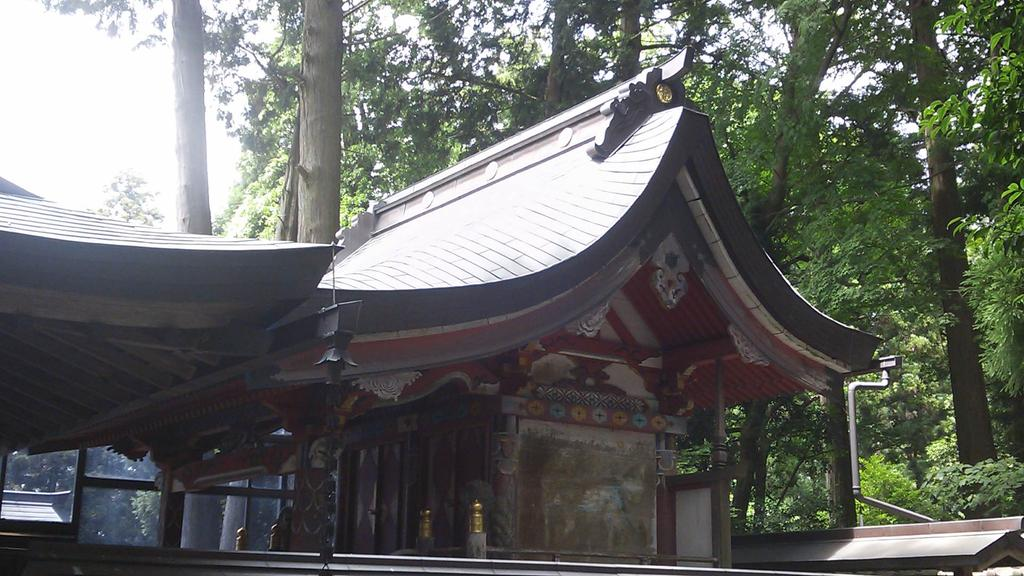
本殿

## 宮座行事
波比売神社の宮座行事は下市町指定文化財に指定されている。氏子の中から「宮受け」する二人を選び、この二人が年齢順に「兄座」と「弟座」に分かれ「當家」を受ける。當家を受けられるのは一生に一度のみであり、一年間神社の給仕を務める。祭礼の当日のみ本殿の開帳があり、當家の御幣に「神移の式」が行われ、その御幣を七日間祀る。ついで兄座、弟座は九月末に親族、縁者を招待し、神様を祀り宮座當家の振る舞いをする。

## 現地情報
所在地
- 奈良県吉野郡下市町栃原1807

交通アクセス
- 近鉄吉野線下市口駅から奈良交通バス「上栃原」バス停から栃原岳山頂まで徒歩20分（但し土日祝日はバスの便がないため注意）